# کبوتر کبکی
کبوتر کبکی (نام علمی: Geophaps smithii) گونه‌ای از پرندگان خانواده کبوتران و بومی استرالیا است.
زیستگاه طبیعی آن درختچه‌زارهای خشک نیمه‌گرمسیری یا استوایی و علفزارهای خشک نیمه‌گرمسیری یا گرمسیری است. نابودی زیستگاه آن را تهدید می‌کند.